# 清水英雄
清水 英雄（しみず ひでお 1946年9月2日 - ）は、講演家、詩人、著述家。

## 経歴
東京都中野区上高田（童謡「たきび」 作詞 巽聖歌 発祥の地）生まれ。
中野区立上高田小学校、早稲田中学、早稲田高等学校（橋本喜典の薫陶を受け短歌雑誌「まひる野」入会）、早稲田大学卒、1973年早稲田大学大学院文学研究科（社会学）修士課程修了。大学院在学中、第7次「早稲田文学」（理事長 石川達三、 発行責任者 新庄嘉章、 編集長 立原正秋）編集・営業・事務に従事。財団法人地域開発研究所、参議院議員丸谷金保公設第一秘書、城野宏経済研究所（脳力開発インストラクター）を経て、1983年株式会社ヒューマンウェア研究所創設。
有賀燈（ありがとう）乃會会長、一般社団法人太平洋協会理事、「富士」短歌会会員。

## 著書
- 『毎日一項脳力開発』城野経済研究所、1980年
- 『翔ばたけ世界へ』OGE出版、1981年
- 『脳力開発を全国にそして世界へ』城野経済研究所、1982年
- 『ミクロネシアと日本のこどもたち －太平洋こどもウィークの10年間－』日本ミクロネシア協会、1985年 （共著）
- 『現代の行動学 －脳力開発－』竹井出版、1986年　ISBN 9784884741358
- 『脳力開発ハンドブック』明甲社、1986年
- 『ありがとう』ヒューマンウェア研究所、1987年
- 『自分を強く主張する本 －自己改造「表現道」のすすめ－』ビジネス社、1988年 ISBN 9784828403632
- 『現代の感動ポエム集　ありがとう』創現社、1988年　ISBN 9784882450054
- 『ススメ！脳力開発』点塾、1988年　（漫画　斉藤ひさお）
- 『楽喜健まんが －夢中（ムチュ）ッカリ－』博進堂、1989年 （漫画 斉藤ひさお）
- 『ありがとうの詩（うた）』ハート出版、1990年　ISBN 9784938564582
- 『ピンチはチャンスだ！人生はドラマだ』産能大学出版部、1992年　ISBN 9784382051317
- 『人間大好き学』総合法令、1992年　ISBN 9784893461964
- 『天国の訓練 －表現道－』都市文化社、1992年（表現道富士山秀峰塾編）
- 『おかあさんありがとう』ヒューマンウェア研究所、1992年
- 『豪華版　ありがとう』総合法令、1993年　ISBN 9784893462831
- 『ありがとうの感動経営』総合法令、1994年　ISBN 9784893463647
- 『ありがとう人間大好き学』総合法令、1994年　ISBN 9784893463654
- 『ありがとうのえほん』総合法令、1994年　（絵　木佐森隆平）　ISBN 9784893463678
- 『人生に勝ちグセをつけろ！』日新報道、1995年　ISBN 9784817403551
- 『ありがとう －英語・中国語対訳－ 』総合法令、1995年　ISBN 9784893464330
- 『城野宏の教え』総合法令、1996年　ISBN 9784893464620
- 『ありがとうヒューマンウェアパスポート』ヒューマンウェア研究所、1997年
- 『何百のありがとう何千のありがとう』河出書房新社、1998年　ISBN 9784309012360
- 『清水英雄の「元氣」の選択』サンブックス、2001年　ISBN 9784434007774
- 『ありがとう歳時記』笹氣出版印刷、2001年　（画 落合勲）　ISBN 9784915948206
- 『普及版　ありがとう』総合法令、2001年　ISBN 9784893467072
- 『お母さんありがとう』総合法令、2001年　ISBN 9784893467126
- 『商売繁盛ありがとう』総合法令、2001年　ISBN 9784893467157
- 『励まして励まされてありがとう』笹氣出版印刷、2001年　ISBN 9784915948237
- 『「ありがとう」戦略』サンマーク出版、2003年　ISBN 9784763194947
- 『ツキを呼ぶ言葉「ありがとう」の成功法則』総合法令、2003年　ISBN 9784893468192
- 『ありがとう二十四節氣』笹氣出版印刷、2003年　（画 落合勲）　ISBN 9784915948282
- 『躾の絵本』ヒューマンウェア研究所、2012年 （画 藍みつる）
- 『人生燦燦』ヒューマンウェア研究所、2017年

## CD
- 『サクセスダイナミックプログラム (SDP) ―全20巻―』明甲社、1986年
- 『ダイナミック三国志 －全20巻－』株式会社フォー・シーズン・ズ、2014年
- 『ありがとうございます。お元氣様。言霊の法則』ヴォルテックス有限会社、2005年

## DVD
- 『ありがとうございます。お元氣様。言霊の法則』ヴォルテックス有限会社、2005年

## カレンダー
- 『ありがとうカレンダー』凸版印刷株式会社、1996年～2017年

## 日めくり
- 『ありがとう』笹氣出版、2001年

## ポスター
- 『ありがとうポスター』株式会社ヒューマンウェア研究所、2000年
- 『ありがとうでだいじょうぶポスター』株式会社ヒューマンウェア研究所、2000年
- 『明元素（めいげんそ）・ 暗病反（あんびょうたん）ポスター』株式会社ヒューマンウェア研究所、2000年
- 『大いに遣おう明元素言葉ポスター』株式会社ヒューマンウェア研究所、2000年
- 『商売繁盛ありがとうポスター』株式会社ヒューマンウェア研究所、2000年

## カルタ
- 『ありがとう食育カルタ』ありがとうインターナショナル（有賀燈乃會）、2014年